# Mencsér
Mencsér (németül: Rettenbach) Borostyánkő településrésze Ausztriában Burgenland tartományban a Felsőőri járásban.

## Fekvése
A kőszegi határátkelőtől 23 km-re nyugatra, Borostyánkőtől 1 km-re nyugatra fekszik.

## Története
A régészeti leletek tanúsága szerint területén már a kőkorszakban is éltek emberek. Ezt bizonyítják a Borostyánkői-hegységben előkerült marokkövek, kőbalták, kőkalapácsok és halomsírok. A Roth-ház falába egy római sírkő van befalazva. A német telepesek első hulláma a 9. század elején Nagy Károly nyomában érkezett erre a vidékre, míg a második betelepülési hullám a 12. – 13. században következett.
A mai települést 1388-ban "Reutempach, Rohtumpoh" alakban említik először. 1392-ben "Reutempach" néven említik. Borostyánkő várának tartozéka volt.
Később, 1668-ban "Retenbach", 1773-ban "Reuttenbach", majd a 19. században általában "Rettenbach" néven szerepel az okiratokban. Német neve patak vöröses színű vízéből származik, melyet a nagy vastartalom színez vörösre.
A faluban 1569-ben 15 házat számláltak, 1645-ben már 23 háza volt, de a népesség száma különösen a 19. század közepén nőtt meg jelentősen. 1836-ban 374 lakosa volt, 1856-ban már 70 ház állt a településen. A század végén és a 20. század elején sok lakója vándorolt ki a tengerentúlra.
Vályi András szerint "RETTENBACH. Német falu Vas Várm. földes Ura Gróf Batthyáni Uraság, lakosai katolikusok, és másfélék, fekszik Borostyánkőhöz nem meszsze, mellynek filiája, ’s határja is hozzá hasonlító."
Vas vármegye monográfiája szerint "Mencsér a szép Körös patak völgyben fekszik. Van 82 háza és 470 németajkú r. kath. és ág. ev. vallású lakosa. Postája Borostyánkő, távírója Léka."
1910-ben 440, túlnyomórészt német lakosa volt.
A trianoni békeszerződésig Vas vármegye Kőszegi járásához tartozott. 1921-ben Ausztria Burgenland tartományának része lett. 1971. január 1-jén Mencsér, Edeháza, Újvörösvágás, Háromsátor és Borostyánkő egy közigazgatási egységben egyesült. 2000-ben Mencsérnek 352 lakosa volt.